# سیارک ۴۴۶۶
سیارک ۴۴۶۶ (به انگلیسی: 4466 Abai، نامگذاری:1971SX1) چهار هزار و چهارصد و شصت و ششمین سیارک کشف شده‌است که در ۲۳ سپتامبر ۱۹۷۱ کشف شد.
قدر مطلق سیارک برابر ۱۲٫۲۰ است.